# Liste des cardinaux créés par Grégoire XIII

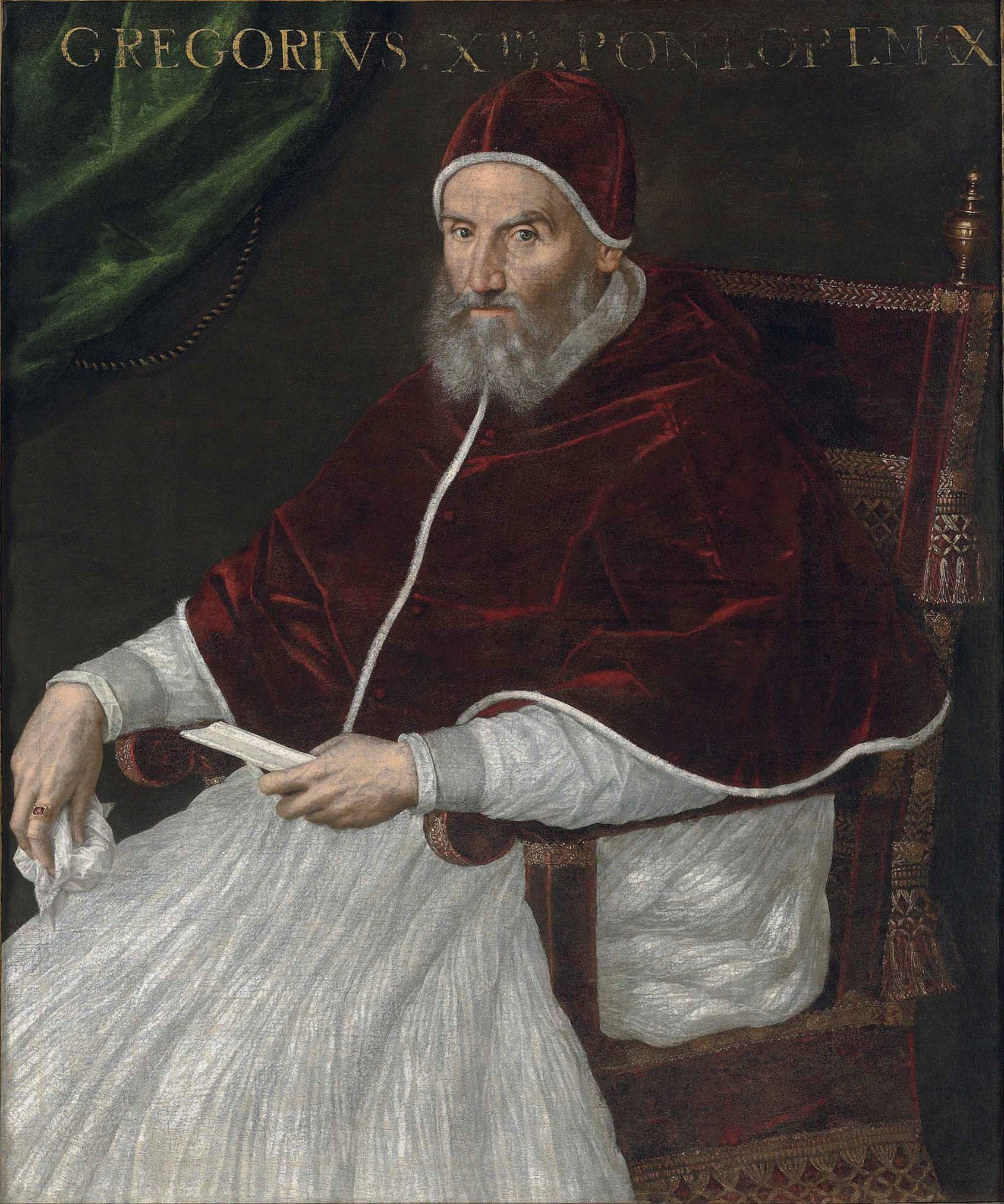
Le pape Grégoire XIII

Le pape Grégoire XIII (1572-1582) a créé 34 cardinaux dans 8 consistoires.

## 2 juin 1572
- Filippo Boncompagni, neveu du pape, clerc de Bologne

Note. Plusieurs  sources mentionnent la  création  comme cardinal d'Antonio Veranzio, archevêque d'Esztergom,  le 5 juin 1573, qui meurt quelques jours plus tard le 15 juin 1573, avant qu'il a reçu la nouvelle de sa création lui-même.

## 5 juillet 1574
- Filippo Guastavillani, neveu du pape, clerc de Bologne

## 19 novembre 1576
- André d'Autriche, fils de l'archiduc  Ferdinand d'Autriche

## 3 mars 1577
- Albert d'Autriche, fils de l'empereur Maximilien II

## 21 février 1578
- Alessandro Riario,  patriarche latin d'Alexandrie
- Claude de La Baume, archevêque de Besançon
- Louis II de Guise, archevêque de  Reims
- Gérard de Groesbeek, prince-évêque de Liège
- Pedro de Deza, président de Valladolid
- Fernando de Toledo Oropesa, clerc de Séville
- René de Birague, chancelier de France
- Charles II de Lorraine de Vaudémont, frère de la reine de France
- Giovanni Vincenzo Gonzaga, chevalier de l'ordre de Saint-Jean de Jérusalem, prieur de  Barletta

## 15 décembre 1578
- Gaspar de Quiroga y Vela, archevêque de  Tolède

## 12 décembre 1583
- Giovanni Antonio Facchinetti de Nuce, seniore, patriarche latin de Jérusalem
- Giambattista Castagna, archevêque de Rossano
- Alessandro Ottaviano de' Medici, archevêque de Florence
- Rodrigo de Castro Osorio, archevêque de Séville
- François de Joyeuse, archevêque de Narbonne
- Michele della Torre, évêque de Ceneda
- Giulio Canani, évêque d'Adria
- Niccolò Sfondrati, évêque de Crémone
- Anton Maria Salviati, évêque de Saint-Papoul
- Agostino Valier, évêque de Vérone
- Vincenzo Lauro, évêque de Mondovì
- Filippo Spinola, évêque de Nola
- Alberto Bolognetti, évêque de Massa Marittima
- Jerzy Radziwiłł, évêque de Vilnius
- Matthieu Contarelli (Matthieu Cointrel), chanoine de la basilique Saint-Jean-de-Latran
- Simeone Tagliavia d'Aragonia, abbé
- Scipione Lancelotti, auditeur de la Rote romaine
- Charles III de Bourbon de Vendôme, archevêque-coadjuteur de Rouen
- Francesco Sforza, clerc romain

## 4 juillet 1584
- André Báthory, ambassadeur de la Pologne au Saint-Siège.